# Григорьевское (усадьба)

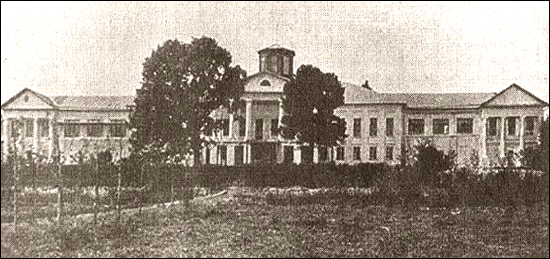
«Дача Волковых» на дореволюционной фотографии

«Григорьевское» — дворянская усадьба на берегу Волги напротив Углича, некогда один из самых представительных памятников усадебного классицизма в Ярославской губернии. Руины расположены по адресу: г. Углич, ул. Кирова, 1.
Усадьбу в Тетериной слободе рядом с Угличем начал возводить на рубеже 1760-х и 1770-х годов Пётр Никитич Григорьев (Григоров), придворный императрицы Елизаветы Петровны, принимавший участие в строительстве Царскосельского дворца. Жена его была из рода Черкашениновых. 
П. Ф. Карабанов приводит рассказ о том, что их дочь и наследница, Ольга, очень напоминала внешностью императрицу; в округе она считалась её внебрачной дочерью, переданной Григорьеву на воспитание. Вышла замуж Ольга за местного помещика Николая Авдиевича Супонева, который пользовался у соседей большим почтением: в 1787 г. избран углицким уездным предводителем, в 1790 г. — ярославским губернским предводителем дворянства.
Единственный сын этой четы, генерал-майор Авдий Супонев, заслужил благоволение императора Павла и в 1812 году сменил поэта И. М. Долгорукого на посту владимирского губернатора. Очевидно, при нём усадьба была достроена и приобрела свой окончательный облик. Начиная с середины XIX века имение, разбитое на части, принадлежало Волковым, Дальбергам, Силиным, Евдокимовым. Позднейшие хозяева надстроили крытые переходы от господского дома к флигелям, чем исказили пропорции ансамбля и обеднили его выразительность.
При Супоневых поместье славилось «своим образцовым хозяйством, конским заводом и особенно своей молочной фермой», где вырабатывались известные на всю округу углицкие сыры. Николай Супонев завёл в Григорьевском шёлковую и полотняную фабрики; на последней при Павле I работало 20 человек и 15 станов; продукция предназначалась «для домашнего обиходу» и для продажи.
Облик Супоневского дворца типичен для усадебного классицизма рубежа XVIII—XIX веков. Основной объем барского дома с миниатюрным бельведером «под фонарём» соединён с парными флигелями, вытянутыми «в струну». Среди интерьеров старожилы отличали Китайскую комнату. За дворцом расстилался липовый парк с прудами и беседками. Среди его украшений называют «статуи Венеры, Дианы, Самсона, трёх богинь», а также «гриб», под сенью которого гуляющие могли укрыться от непогоды. При усадьбе имелась Введенская церковь (1749), оставшаяся от упразднённого монастыря того же имени.
«Дача Волковых» в начале XX века неплохо просматривалась с набережной Углича. В советское время была включена в заречную часть города. Разборка усадебных построек, отданных в распоряжение психоневрологического интерната, началась во время строительства Угличского гидроузла, когда воды реки подошли вплотную к стенам дворца. Тем не менее в 1980-е годы господский дом ещё сохранял кровлю и стены, позднее угличане разобрали их на кирпич. К 2014 году от фасада осталась одна колоннада.